# 저우젠런
저우젠런(周建人, 1888년 11월 12일 ~ 1984년 7월 29일)은 중화인민공화국의 생물학자 겸 정치인, 대학 교수이다. 문학가 형제인 루쉰(魯迅)과 저우쭤런(周作人)의 동생이다. 아명(兒名)은 저우쑹서우(周松壽), 자(字)는 차오펑(喬峰)이다.

## 생애
하네타 하나코(羽太芳子, 혹은 저우팡쯔(周芳子))와 혼인, 왕원루(王蕴如)와 재혼하여 슬하에는 3남 4녀를 두었고 중화인민공화국에서 생물학 교수를 지냈으며 저장성장을 지내기도 하였다.

## 학력
- 일본 도쿄 중학교 졸업
- 일본 가쿠슈인 대학교 생물학과 학사
- 일본 고쿠가쿠인 대학교 대학원 생물학과 이학석사·이학박사